# Holtbyrnia anomala
El cabeza pintada, cabeza lustrosa o seásido (Holtbyrnia anomala) es una especie de pez marino de la familia de los platitróctidos. Sin interés pesquero.

## Morfología
Con la morfología típica de la familia, la longitud máxima descrita es de 25 cm.

## Distribución y hábitat
Es un pez marino batipelágico, que habita las aguas profundas en un rango entre los 700 y 2.700 metros. Se distribuye por toda la costa este del océano Atlántico, desde Islandia y el estrecho de Dinamarca al norte hasta Sudáfrica al sur, así como por las aguas tropicales y subtropicales de toda la costa oeste del Atlántico.